# Het Nederlandsch Sportpark
Der Nederlandsch Sportpark (deutsch Niederländischer Sportpark; auch bekannt als: Oude Stadion, deutsch Altes Stadion) war ein Fußballstadion in der niederländischen Hauptstadt Amsterdam.

## Geschichte
Mit dem Bau des Stadions wurde 1913 begonnen, und am 5. Mai 1914 wurde es mit einem Länderspiel zwischen den Niederlanden und Deutschland eröffnet. Das Stadion trug zu diesem Zeitpunkt den Namen des für den Bau zuständigen Architekten Harry Elte. 
Nach den ursprünglichen Planungen für die Olympischen Sommerspiele 1928 sollte das Stadion zum Olympiastadion umgebaut werden. Es lag direkt neben dem heutigen Olympiastadion und war bis 1928 mit einem Fassungsvermögen von 29.000 Zuschauern das größte Fußballstadion Amsterdams. Aus stadtplanerischen Gründen entschied man sich schließlich dafür, ein neues Olympiastadion zu bauen. Der Nederlandsch Sportpark diente während der Olympischen Spiele als Austragungsort von Spielen des Hockeyturniers und ein paar Spielen des Fußballturniers. 1929 wurde es abgerissen.